# Конвенция об обеспечении прав лиц, принадлежащих к национальным меньшинствам
Конвенция об обеспечении прав лиц, принадлежащих к национальным меньшинствам — международный договор, подписанный десятью странами СНГ (Украиной и Азербайджаном — с оговорками) в октябре 1994 года в Москве. Вступила в силу в 1997 году, после ратификации Белоруссией, Азербайджаном и Арменией. Также ратифицированa и вступила в силу для Таджикистана (в 2001 г.) и Киргизии (в 2003 году). Наблюдение за выполнением конвенции возложено на предусмотренную Уставом СНГ Комиссию по правам человекa.